# Kalktuf

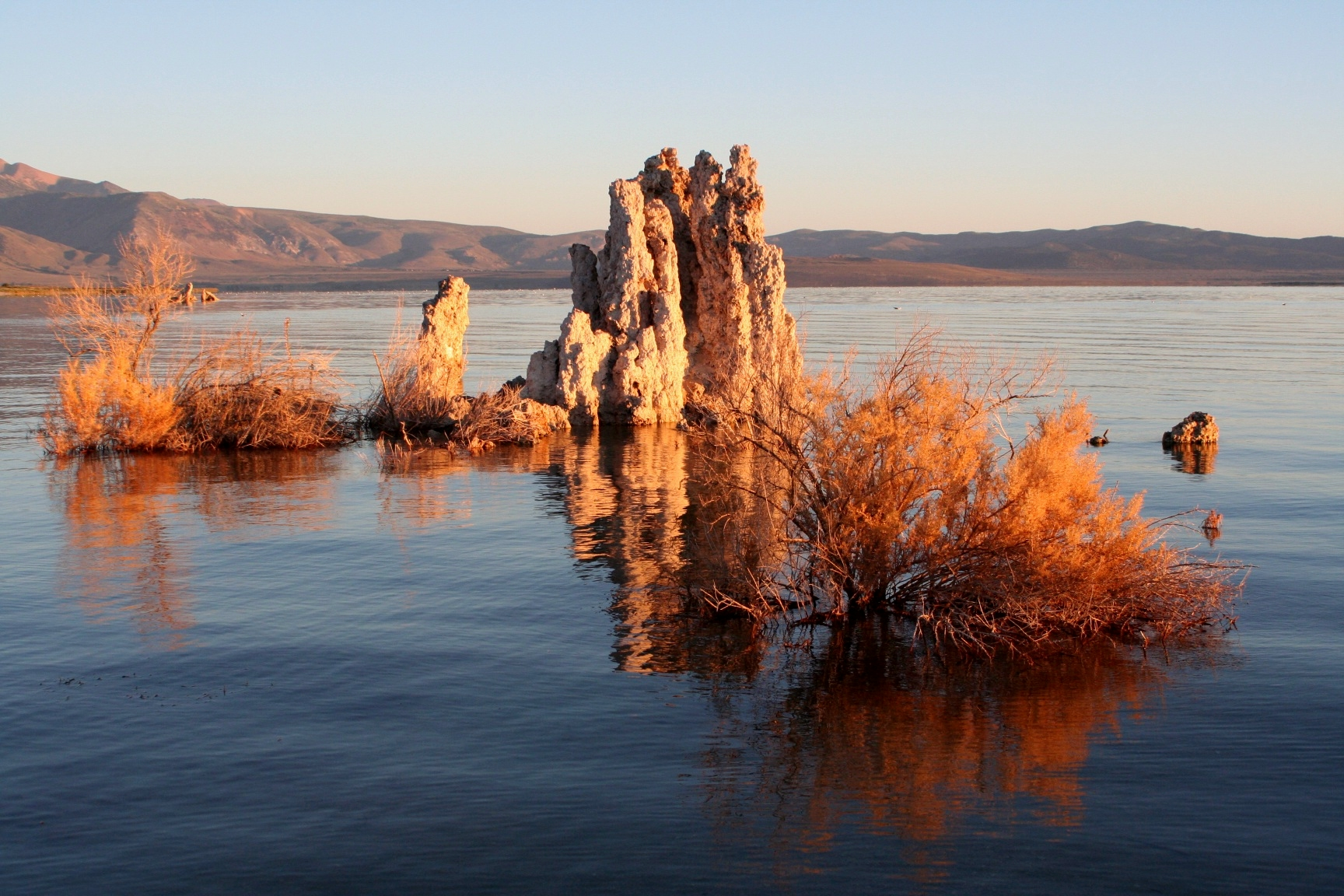
Kalktufkolommen in het Mono Lake, Californië

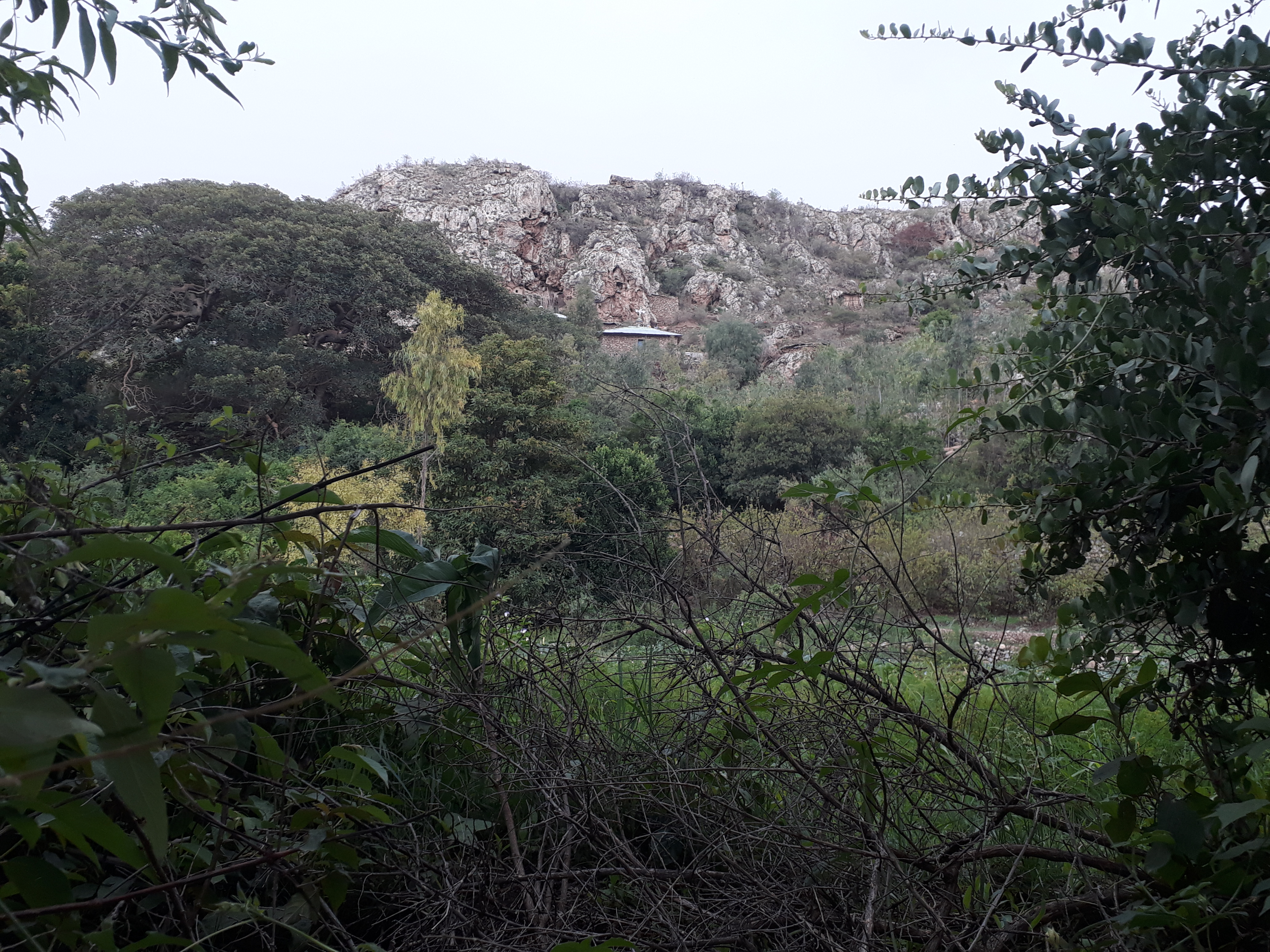
Kalktufdam in Chelekwot, Ethiopië

Kalktuf is een poreus sedimentair gesteente gerelateerd aan kalksteen, dat ontstaat door neerslag van kalk in koel water dat oververzadigd is met kalk, zoals calciumwaterstofcarbonaat.
Kalktuf kan het beste ontstaan in voedselarm, neutraal tot basisch water, dat niet te snel via een bron (een kalktufbron) wordt aangevoerd, zoals in grotten of bij watervalletjes. Kalktuf vormt als het ontstaat een dunne korst op de grond waar het water op verdampt. In de loop der tijd kan deze korst steeds dikker worden tot er zelfs een ophoping of kolom van kalktuf kan ontstaan. Dat laatste verschijnsel wordt vooral met zoutmeren geassocieerd.
In Nederland komen kalktufafzettingen onder andere voor in Limburg, zoals bij Ulestraten (Catharinabron). In België vindt men ze bij Tongeren, Sint-Martens-Voeren en vooral in de Condroz (in de bedding van de Hoyoux) en in Belgisch Lotharingen. De kerk van Chassepierre is gebouwd op een massieve kalktufafzetting. Verder komt het voor in de Duitse Eifel, Pyramid Lake in Nevada, Mono Lake in Californië, in de kalksteengebieden van Ethiopië en langs de kust van West-Australië.
Kalktuf dient niet te worden verward met tufsteen. Travertijn is een harde variant van kalktuf. Dit wordt onder andere als bouwmateriaal gebruikt.
Kalktufafzettingen vormen een belangrijk leefgebied voor diverse organismen, zoals mossoorten en diatomeeën.

## Verspreiding

### In België

#### Haspengouw
- Vallei van de Jeker[2]
- Vivier de Vivegnis[3], waarschijnlijk gevoed door het drainagesysteem van koolmijnen[4]
- Bronnen van de Rida in Vottem
- Benedenloop van de Légia (nu onder de Place Saint-Lambert in Luik)[5]
- Hollogne-aux-Pierres[6]
- Hoegaarden[2]
- Edingen[2]
- Vochtig Haspengouw (Lid van Alden Biesen)[2]

#### Land van Herve
- Bolland[7]
- Sint-Martens-Voeren[8]

#### Condroz
- De Hoyoux

#### Belgisch Lotharingen
- Chassepierre
- Vele andere kalktufgebieden